# جوزيف ريا ريد
جوزيف ريا ريد (بالإنجليزية: Joseph Rea Reed)‏ (و. 1835 – 1925 م) هو سياسي، ومحام، وقاض من الولايات المتحدة الأمريكية ولد في مقاطعة آشلاند، أوهايو.
وهو عضو في الحزب الجمهوري .